# Condannata senza colpa
Pour plus de détails, voir Fiche technique et Distribution.
Condannata senza colpa (litt. Condamnée sans être coupable) est un film dramatique italien sorti en 1953, réalisé par Luigi Latini De Marchi. Il s'agit d'une adaptation du roman Maria Zef de Paola Drigo, publié én 1936. En 1981 le réalisateur Vittorio Cottafavi en fera une adaptation télévisée en deux épisodes, avec le même titre que le roman, Maria Zef (it).

## Synopsis
Deux jeunes filles, Maria et Caterina, aident leur mère, vendeuse ambulante dans la campagne de Frioul-Vénétie Julienne. À la mort de leur mère, les deux sœurs sont d'abord accueillies dans un couvent de religieuses, puis Caterina tombe malade et doit être hospitalisée. Maria est amoureuse de Piero, mais elle est forcée de renoncer à cet amour lorsqu'il déménage en ville pour chercher du travail ; de toutes façons, la famille du jeune homme ne voyait pas d'un bon œil son projet d'épouser une jeune fille sans famille.
Maria doit alors accepter l'hospitalité d'un vieil oncle dans une cabane des Alpes. L'oncle travaille dans les bois et se réchauffe à l'alcool, tandis que la jeune fille se consacre aux tâches ménagères. De retour du travail, ivre comme d'habitude, un soir, il laisse libre cours à son instinct et abuse d'elle. Au bout de quelques jours, Maria réalise qu'elle est atteinte d'une maladie et découvre que sa mère, alors qu'elle était veuve, avait elle aussi dû se soumettre aux désirs de son beau-frère. La vie à la montagne devient de plus en plus insupportable pour Maria. Un jour, son oncle, de nouveau ivre, tente de la convaincre de se rendre en ville pour un travail. Elle, comprenant que de quel type de travail il s'agit, pour se défendre, le tue à coups de hache, s'enfuit désespérée, et trouve la mort dans un précipice. Caterina, laissée seule, sera accueillie par la famille de Piero.

## Fiche technique
- Titre original italien : Condannata senza colpa
- Réalisation : Luigi Latini De Marchi
- Scénario : d'après le roman Maria Zef de Paola Drigo
- Genre : drame
- Musique : Febo Censori
- Production : Giulio Moretti pour CINE Associati
- Photographie : Bruno Barcarol
- Format d'image : noir et blanc
- Décors : Massimo Latini
- Costumes : Massimo Latini
- Maquillage : Giovanni Ranieri
- Pays de production :  Italie
- Langue originale : italien
- Date de sortie :
  - Italie : 1953
- Censure : 
  - Italie : interdit aux moins de 16 ans en 1954[2]

## Distribution
- Eva Vanicek : Maria Zef
- Piero Lulli : Barbe Zef
- Dina Sassoli : Caterina
- Tullio Navarra : Trevi
- Attilio Tosato
- Angelo Bertini
- Silvana Jachino : la mère supérieure
- Maria Fusini
- Bruno Corelli
- Oscar Carboni
- Ada Dondini